# Konstantin Wladimirowitsch Eggert
Konstantin Wladimirowitsch Eggert (russisch Константин Владимирович Эггерт; * 9. Oktober 1883 in Moskau; † 24. Oktober 1955 ebenda) war ein russischer bzw. sowjetischer Schauspieler, Regisseur und Drehbuchautor.

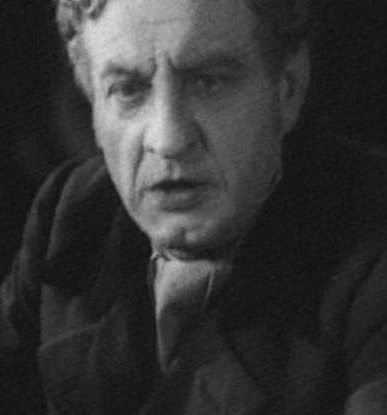
Konstantin Eggert in Gobsek (1936)

## Leben und Leistungen
Eggert studierte bis 1906 Jura an der Universität Moskau und besuchte anschließend bis 1910 die Schauspielschule des Moskauer Künstlertheaters. Von 1912 bis 1916 trat er dort als Darsteller auf, wechselte aber 1917 ans Moskauer Kammertheater. Von 1923 bis 1924 war er außerdem am Maly-Theater tätig. Eine weitere Wirkungsstätte war das Theater Romanesk.
1924 gab Eggert in dem Science-Fiction-Klassiker Aelita sein Filmdebüt. Bis 1936 wirkte er für das Meschrabpomstudio als Schauspieler, Regisseur und Drehbuchautor. 1925 inszenierte Eggert zusammen mit Wladimir Gardin das mystische Drama Медвежья свадьба (Medweschja swadba, Die Bärenhochzeit) und gab darin zugleich die Hauptrolle. Das Werk wurde im darauffolgenden Januar uraufgeführt. Zusammen mit dem Ausstatter und späteren Stalinpreisträger Wladimir Jewgenjewitsch Jegorow (1878–1960) plante er zudem das Sozialdrama Последний выстрел (Posledni wystrel, Der letzte Schuss), das 1926 in Kooperation mit Dawid Lwowitsch Morskoi (1892–1969) realisiert wurde. 1932 drehte Eggert mit Штурм (Schturm) außerdem einen Dokumentarfilm über die Oktoberrevolution, in dem Georgi Milljar zu sehen war.
Er war darüber hinaus Sprecher in dem Animationsfilm Блэк энд уайт (Blek end uait, 1933), der auf einem Werk Wladimir Majakowskis basiert. Sein Abschiedswerk im Bereich des Films war Гобсек (Gobsek), eine Adaption des gleichnamigen Romans von Honoré de Balzac.
Eggert kam im Februar 1938 in Haft, 1941 wurde das Urteil jedoch revidiert. Danach lebte er in Uchta und war dort bis 1946 leitender Regisseur des Musik- und Komödientheaters. Anschließend war Eggert in Odessa und Nowosibirsk tätig. Letztere Stadt wird z. T. auch als sein Sterbeort genannt.

## Filmografie (Auswahl)
- 1924: Aelita – Darsteller
- 1925: Schachfieber (Schachmatnaja gorjatschka) – Darsteller
- 1926: Die Bärenhochzeit (Medweschja swadba) – Darsteller, Co-Regisseur mit  Wladimir Gardin
- 1929: Irrwege der Leidenschaft (Chromoi barin) – Darsteller, Regisseur
- 1934: Настенька Устинова (Nastenka Ustinowa) – Darsteller, Regisseur, Co-Drehbuchautor mit Wladimir Schweizer
- 1934: Der Aufstand der Fischer (Wosstanije rybakow) – Darsteller
- 1936: Гобсек (Gobsek) – Darsteller, Regisseur, Co-Drehbuchautor mit Oleg Leonidow